# Weekend jazz
『weekend jazz』（ウィークエンド・ジャズ）は、2008年10月4日から2022年12月31日まで、CROSS FMで放送されていた音楽番組である。

## 概要
日本国内外のジャズミュージックを取り上げている番組。番組は毎回何らかのテーマを設け、それに沿った内容の曲を紹介する。通常は特定のジャズシンガーやジャズバンドにスポットを当てての曲紹介を行うが、2月にはバレンタインデーや春、3月から4月にかけては桜をテーマにした特集を組むなどの変化を付ける場合もある。毎月最週土曜日には、ナビゲーターによるナレーションなしで曲のみをかけ続けるノンストップ放送を行う。
テーマ曲はクリス・ボッティの「When I See You」。

## 放送時間
いずれも日本標準時。
- 土曜 11:30 - 12:00、日曜 11:30 - 12:00 （2008年10月4日 - 2009年3月29日）
- 土曜 17:00 - 18:00、日曜 17:00 - 18:00 （2009年4月4日 - 2013年3月31日）
- 土曜 17:00 - 18:00 （2013年4月6日 - 2017年9月30日）
- 土曜 22:00 - 23:00、日曜 22:00 - 23:00 （2017年10月1日 - 2022年12月31日）

## ナビゲーター
- 山本真理子（2008年10月4日 - 2017年9月30日）
- 米谷奈津子（2017年10月1日 - 2022年12月31日）[3]